# 米亞瓦

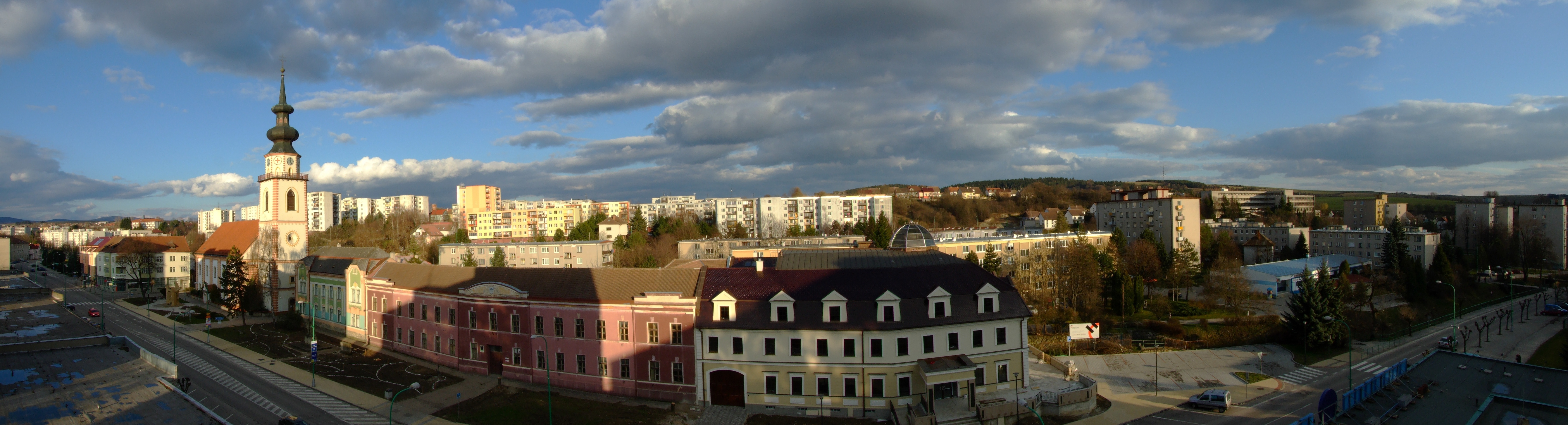

米亞瓦是斯洛伐克的城鎮，位於該國西北部米亞瓦河畔，由特倫欽州負責管轄，始建於1586年，面積48.54平方公里，海拔高度325米，2005年人口12,811，其中五成居民信奉信義宗。

## 外部連結
- Official website （页面存档备份，存于）